# Sphaerobolus
Sphaerobolus är ett släkte av svampar. Det är det enda släktet i familjen Sphaerobolaceae. Tre arter ingår i släktet: slungboll (Sphaerobolus stellatus), S. minimus och S. igoldii

## Källor

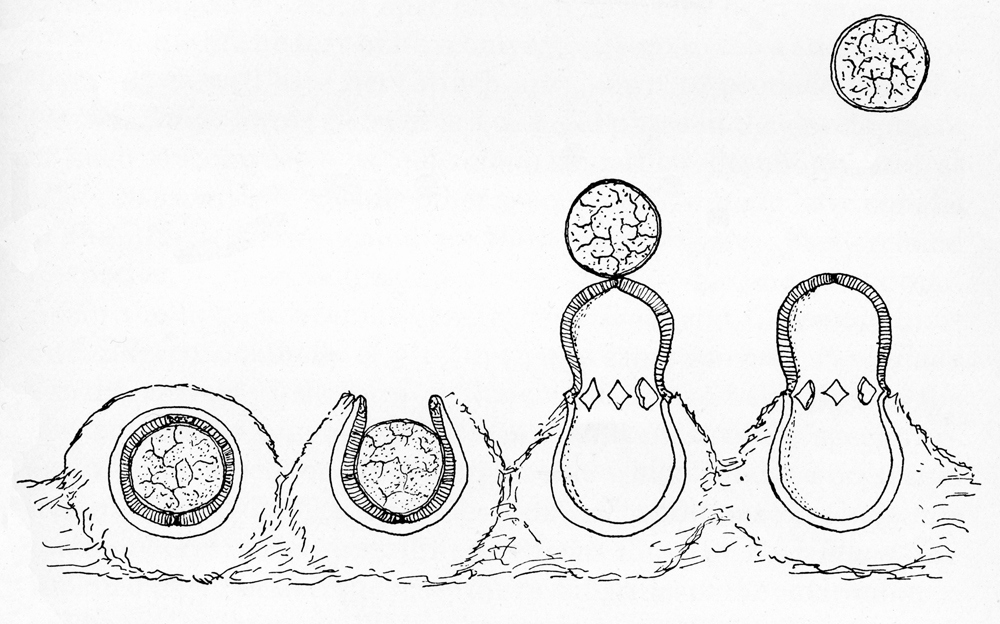